# Lithium (canção de Nirvana)
"Lithium" é uma canção do conjunto grunge Nirvana presente no álbum Nevermind. Foi lançada também como terceiro single do referido álbum em julho de 1992, atingindo a posição de número 64 na Billboard Hot 100 e número 11 na UK Singles Chart.   
O videoclipe correspondente, dirigido por Kevin Kerslake, é uma montagem de imagens de concertos diversos da banda.  

## Antecedentes e gravação
Nirvana gravou, primeiramente, uma versão demo da canção em abril de 1990 no Smart Studios, em Madison, no Wisconsin, com o produtor Butch Vig. O material gravado nesta sessão era destinado ao que seria o segundo álbum da banda pela gravadora independente Sub Pop. O livro Classic Rock Albums: Nevermind (1998) afirma que alguns observaram a sessão de gravação de "Lithium" como um evento chave no rompimento entre Kurt Cobain e Chad Channing. Cobain estava insatisfeito com o baterista porque seus estilos musicais estavam incompatíveis. Cobain disse a Channing para tocar a bateria em "Lithium" da maneira como ele tinha elaborado. De acordo com Vig, Cobain sobrecarregou sua voz na gravação de "Lithium", o que forçou a banda a interromper a gravação. As canções da sessão de gravação foram postas numa fita demo que circulou na indústria musical, gerando interesse de grandes gravadoras pela banda.
Depois de assinar com a DGC, a banda se reuniu com Vig em maio de 1991 no Sound City Studios, em Van Nuys, na Califórnia, para trabalhar em seu álbum de estreia por uma grande gravadora, o Nevermind.
A sessão de gravação de "Lithium" foi uma das mais árduas para Vig e o grupo no Sound City. A banda repetidamente acelerava o ritmo enquanto gravava a canção, então Vig recorreu ao click track para manter um andamento constante. O Produtor sugeriu a Dave Grohl que simplificasse a bateria, o que resultou numa tomada instrumental satisfatória. A trilha de guitarra de Kurt Cobain foi mais difícil de se gravar. Toda vez que Cobain acelerava, Vig pedia outra tomada. No primeiro dia de gravação da canção, Cobain ficou tão frustrado com o lento progresso que a banda passou a tocar um improviso musical que Vig gravou. A gravação foi intitulada "Endless, Nameless" e foi incluída como uma faixa oculta em algumas prensagens da versão em CD do Nevermind, que iniciava após um longo silêncio ao fim de "Something in The Way", a última canção listada no disco.

## Composição e letras
"Lithium" é representativa do estilo musical que o Nirvana desenvolveu enquanto trabalhava no Nevermind, alternando entre sessões calmas e barulhentas. O biógrafo do Nirvana, Michael Azerrad, descreveu o título da canção como uma referência à afirmação de Karl Marx que a religião é "o ópio do povo". Cobain disse que a canção é sobre um homem que, depois da morte sua namorada, se volta à religião "como último recurso para manter-se vivo. Para livrá-lo do suicídio". Embora Cobain afirmasse que a narrativa era fictícia, ele disse "eu, de fato, infundi algumas experiências pessoais, como términos de namoro e maus relacionamentos." Cobain reconheceu que a canção foi possivelmente inspirada, em parte, no período que ele viveu com seu amigo Jesse Reed e seus pais evangélicos. Ele explicou a Azerrad que "eu sempre achei que algumas pessoas deveriam ter uma religião em suas vidas (...). Se isso irá salvar alguém, então tudo bem. E a pessoa [em "Lithium"] precisava disso." O título da música, provavelmente, é uma referência ao carbonato de lítio, que era usado por Kurt como estabilizador de humor no tratamento contra transtorno bipolar.

## Lançamento e recepção
"Lithium" foi lançada nos Estados Unidos no dia 21 de julho de 1992 como terceiro single do álbum Nevermind, em compacto editado em fita cassete, que incluía uma versão a vivo de "Been A Son", e em CD, que também incluía a inédita "Curmudgeon". As fotos de capa e verso foram tiradas por Cobain, e no verso foi incluída a imagem de ultrassom da filha nascitura do cantor, Frances Bean Cobain. O encarte ainda contava com as letras das canções do álbum Nevermind. 
No Reino unido, o compacto foi lançado poucos dias antes, em 13 de julho de 1992, em vinil de 7", picture disc de 12" com edição limitada, em fita cassete e em CD. A edição britânica em CD contava ainda com uma quarta faixa, "D7", regravação de uma canção da banda The Wipers, feita numa sessão da rádio BBC para o programa de John Peel, em 1990; na contracapa do CD constava letra apenas de "Lithium".
Nos Estados Unidos, a canção atingiu a posição de número 64 nas paradas da Billboard Hot 100, e as posições de número 16 e 25 nas paradas da Billboard Mainstream Rock e na Modern Rock Tracks, respectivamente. Em 2012, a revista NME classificou Lithium em 52º lugar em sua lista das "100 melhores músicas dos anos 1990".

## Videoclipe
O videoclipe de "Lithium" foi o segundo vídeo do Nirvana dirigido por Kevin Kerslake. Cobain, originalmente, queria que o vídeo fosse uma animação cuja história seria de uma garota chamada Prego que descobre ovos numa incubadeira. Porém, quando Cobain e Kerslake souberam que a animação levaria quatro meses para ser produzida, decidiram criar uma montagem de imagens do Nirvana tocando ao vivo.

## Faixas do compacto
Todas as canções foram compostas por Kurt Cobain, exceto onde indicado.

### Lançamento americano
Fita cassete
A. "Lithium" (LP version)
B. "Been A Son" (live)*
CD maxi-single
1. "Lithium" (LP version)
2. "Been A Son" (live)*
3. "Curmudgeon" (previously unreleased)

### Lançamento britânico
7" e cassete
A. "Lithium" (LP version)
B. "Been A Son" (live)*
Picture disc 12"
A. "Lithium" (LP version)
B1. "Been A Son" (live)*
B2. "Curmudgeon" (previously unreleased)
CD maxi-single
1. "Lithium" (LP version)
2. "Been A Son" (live)*
3. "Curmudgeon" (previously unreleased)
4. "D7" (taken from a John Peel Radio Session) [Greg Sage]

*Obs: a faixa "Been A Son" foi gravada ao vivo no dia 31 de outubro de 1991, no Paramount Theatre, Seattle, Washington. A apresentação foi posteriormente lançada na íntegra no DVD Live at the Paramount